# Бурутин, Александр Германович
Александр Германович Бурутин (род. 24.12.1956) — российский государственный и военный деятель, доктор технических наук, кандидат политических наук. Действительный член Академии военных наук Российской Федерации. 
Первый заместитель начальника Генерального штаба Вооруженных сил Российской Федерации в 2007—2010 годах, генерал-лейтенант, советник Президента России по военно-технической политике в 2003—2007 годах. C 2011 г. по 2013 г. - заместитель директора по научной работе Института проблем экономической безопасности и стратегического планирования ФГОБУ ВПО «Финансовый университет при Правительстве Российской Федерации». С 2013 г. по 2014 г. директор по планированию и организации научно-исследовательской работы ФГОБУ ВПО «Финансовый университет при Правительстве Российской Федерации». С 2014 г. советник генерального директора, а с 2018 г. заместитель генерального директора по стратегии АО "Атомредметзолото", Горнорудный дивизион Госкорпорации "Росатом".

## Биография
Родился 24 декабря 1956 года в г. Тапа Эстонской ССР в семье военнослужащего. Потомственный офицер, сын генерала. Отец — Герман Александрович Бурутин был генерал-полковником, первым заместителем начальника Главного оперативного управления Генштаба. Дед — Александр Константинович и прадед — Константин Фёдорович Бурутины тоже военные.

### Образование
Окончил Московское высшее общевойсковое командное училище в 1978 году, Военную академию им. Фрунзе (с отличием) в 1986 году, Военную академию Генерального штаба Вооружённых сил РФ (с отличием) в 1997 году.

### Военная служба
Военную службу в Вооруженных силах после окончания военного училища начал командиром мотострелкового взвода, занимал различные командные и штабные должности в воинских частях и соединениях, входящих в состав Группы Советских войск в Германии.
С 1983 по 1986 год – слушатель военной академии имени Н.В. Фрунзе.
С 1986 по 1989 год — в воинском звании майор занимал должности командира мотострелкового батальона, начальника штаба-первого заместителя командира мотострелкового полка Дальневосточного военного округа.
С 1989 по 1992 год — старший офицер отдела Оперативного управления Главного штаба Сухопутных войск.
С 1992 по 1995 год — старший офицер — оператор направления управления Главного оперативного управления Генерального штаба ВС РФ.
С 1995 по 1997 год — слушатель Военной академии Генерального штаба ВС РФ.
С 1997 по 2003 год — начальник группы, начальник направления, начальник направления - заместитель начальника управления Главного оперативного управления Генерального штаба ВС РФ.

### Политическая и государственная деятельность
В апреле 2003 года был назначен советником Президента РФ по военно-технической политике. После реорганизации Администрации Президента РФ в марте 2004 года был вновь утвержден в этой должности. На посту советника Президента РФ занимался вопросами оборонно-промышленного (ядерного-оружейного) комплекса и государственной программы вооружения.
С 2003 по 2007 г. был членом Военно-промышленной комиссии Правительства Российской Федерации (Комиссии при Правительстве Российской Федерации по военно-промышленным вопросам).
С 2004 по 2007 г. был членом Морской коллегии при Правительстве Российской Федерации.
С 2004 по 2007 г. - председатель Совета директоров ОАО «Военно-промышленная корпорация «Научно-производственное объединение машиностроения».
Занимался научной деятельностью. В 2007 г. стал кандидатом политических наук. 
В марте 2007 года возглавил Объединённую судостроительную корпорацию (ОСК), основной задачей на этом посту стала реализация проекта по строительству новых верфей и укрепление отношений с частными акционерами судостроительных заводов.
20 июня 2007 года был назначен заместителем председателя Правительственной комиссии по обеспечению интеграции предприятий судостроительного комплекса Российской Федерации.
В августе 2007 года попросил освободить его от всех обязанностей по ОСК. В сентябре 2007 был назначен первым заместителем начальника Генерального штаба Вооруженных Сил Российской Федерации. На данном посту курировал вопросы стратегического планирования, международного военного сотрудничества, развития системы управления Вооруженных Сил и других войск Российской Федерации в интересах обороны.
Принимал участие в контртеррористической операции на Северном Кавказе. Член Национального антитеррористического комитета (2008-2010 гг.). Ветеран боевых действий (2008 г.).
В 2010 г. участвовал в подготовке договора между Российской Федерацией и Соединёнными Штатами Америки о мерах по дальнейшему сокращению и ограничению стратегических наступательных вооружений (СНВ- III). Представлял проект Договора в Государственной Думе Российской Федерации.
В 2009 и 2010 годах высказывал критику в отношении планов строительства Вооруженных сил, реализуемых министром обороны А.Э. Сердюковым и начальником Генштаба Н.Е. Макаровым. Не найдя понимания у Руководства, в сентябре 2010 г. подал рапорт об увольнении из рядов Вооруженных сил России. В ноябре 2010 г. указом Президента России был уволен с действительной военной службы в возрасте 53 лет, не получив возможности достигнуть предельного возраста по занимаемой должности (60 лет).
В 2009 году за разработку и создание новой техники награждён Премией Правительства Российской Федерации в области науки и техники.

### Научная деятельность
Выйдя в отставку, возобновил занятия научной деятельностью. В 2012 г. стал доктором технических наук, профессором (в 2011 г.) и действительным членом (в 2017 г.) Академии военных наук. Автор более 80 научных трудов и публикаций.
Был заместителем директора Института проблем экономической безопасности и стратегического планирования Финансового университета при Правительстве РФ по научной работе. В 2013-2014 годах в составе рабочей группы участвовал в подготовке проекта Федерального закона «О стратегическом планировании в Российской Федерации». 
2013-2015 гг. - член Научного Совета при Совете Безопасности Российской Федерации.

### Производственная деятельность
В 2013 году назначен советником  генерального директора АО «Атомредметзолото» (Урановый холдинг «АРМЗ»), основной вид деятельности - взаимодействие с органами государственной власти. С августа 2018 года и по настоящее время занимает должность заместителя генерального директора по стратегии. Наряду с вопросами, связанными с разработкой и реализацией стратегии Уранового холдинга «АРМЗ», курирует взаимодействие предприятий горнорудного дивизиона «Росатома» со СМИ и общественностью (органами государственной власти, общественными, экологическими организациями, местным населением регионов присутствия  и др.)
С 2015 года возглавил совет директоров АО «Далур», самого молодого и эффективного актива Уранового холдинга «АРМЗ», осуществляющего добычу урана экологически чистым способом подземного выщелачивания.
В 2017 году утвержден Руководителем Экспертного совета комитета Государственной Думы по обороне.

## Семья
Женат, имеет двоих сыновей (оба стали военными).

## Награды
- Орден «За военные заслуги» (1998).
- Орден Почёта (2006).
- Лауреат премии Правительства Российской Федерации  в области науки и техники (2009).
- Почетная грамота Правительства Российской Федерации (2006)